# Henri-Jean Guillaume Martin
Henri-Jean Guillaume (Henri) Martin (Toulouse, 1860.  augusztus 5.– Labastide-du-Vert, 1943. november 12. ) francia festő munkássága akadémista stílusban indult, később az impresszionizmus majd a posztimpresszionizmus stílusában alkotott.

## Élete és munkássága
Apja asztalos volt, édesanyja Olaszországból származott. Kezdetben úgy tűnt, hogy apja nyomdokaiba lép, de sikeresen meggyőzte őt arról, hogy művész szeretne lenni. 1877-ben beiratkozott a toulouse-i képzőművészeti akadémiára, 1879-ben pedig ösztöndíjjal tanulhatott Párizsban, ahol Jean-Paul Laurens-nél tanult.
Martin kezdetben akadémiai stílusban festett. 1884-ben érmet nyert a Párizsi Szalon kiállításán. 1885-ben ösztöndíjjal beutazta Olaszországot, és Edmond Aman-Jean és Ernest Laurent diáktársaival Giotto és Masaccio műveit tanulmányozta. Párizsban kialakította saját stílusát, amelyet rövid ecsetvonások jellemeztek. 1886-ban a párizsi szalonon aranyérmet nyert egy pointillista festménnyel. 1900-ig főleg neoimpresszionizmus stílusban dolgozott. Később a szimbolizmus és a primitivizmus volt hatással volt. Életművében nagy figyelmet fordított a színkompozícióra és a kiegyensúlyozott felületfelosztásra.
Martin, aki Auguste Rodin jó barátja volt, élete utolsó időszakában távoli vidéken telepedett le Cahors közelében. Ott halt meg 1943-ban, 83 évesen. Munkái többek között a párizsi Musée d’Orsay-ban, a genti Szépművészeti Múzeumban és a Lille-i Szépművészeti Múzeumban láthatók.

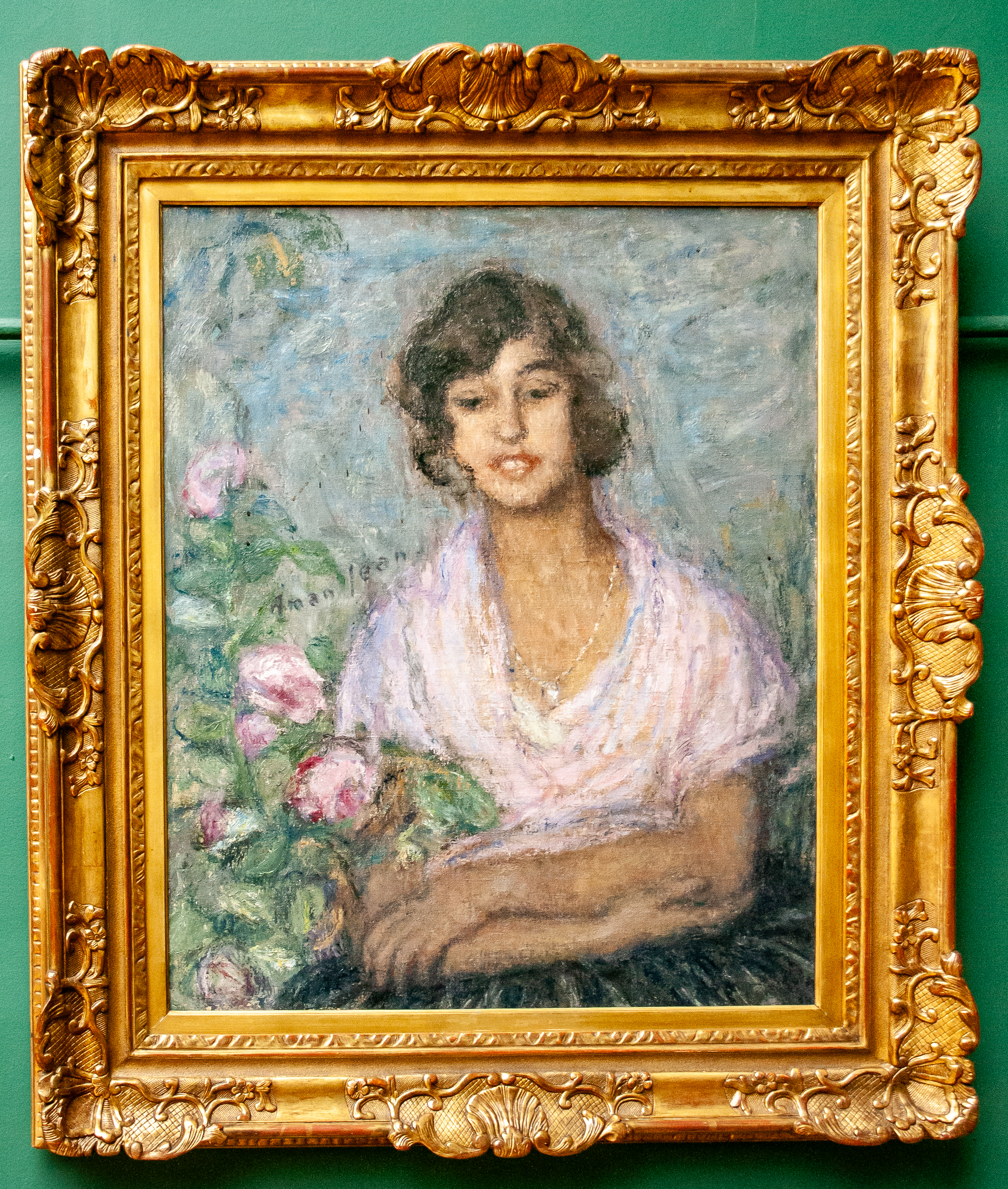
Festménye a brüsszeli Charlier Múzeumban
Place du Carol esőben
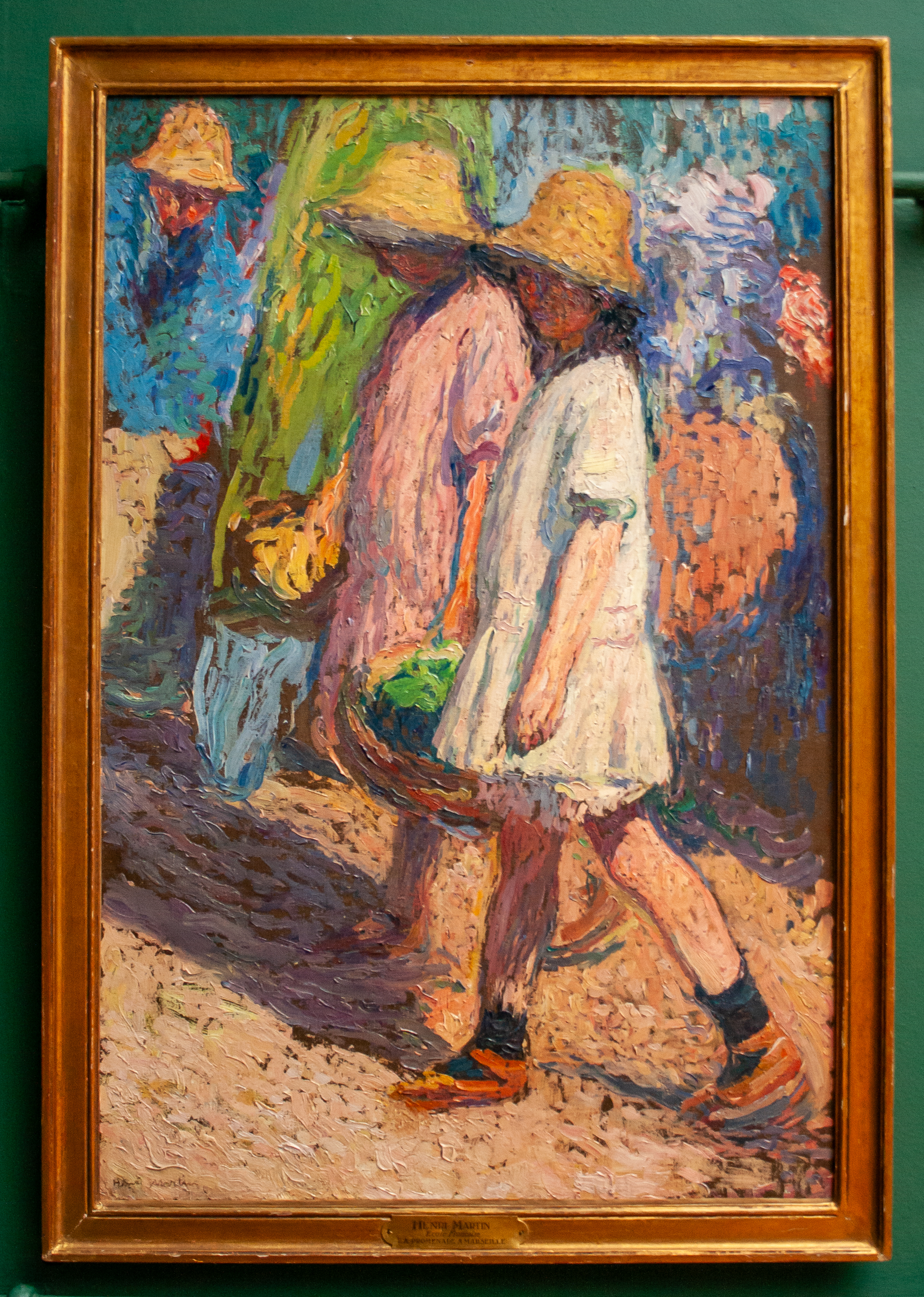
Séta Marseille-ben

## Fordítás
- Ez a szócikk részben vagy egészben  a   Henri-Jean Guillaume Martin című holland Wikipédia-szócikk ezen változatának fordításán alapul.  Az eredeti cikk szerkesztőit annak laptörténete sorolja fel. Ez a jelzés csupán a megfogalmazás eredetét és a szerzői jogokat jelzi, nem szolgál a cikkben szereplő információk forrásmegjelöléseként.